# Come ti vendo un film
Come ti vendo un film (POM Wonderful Presents: The Greatest Movie Ever Sold) è un docufilm del 2011 ideato, scritto e diretto da Morgan Spurlock.
Alla base del progetto meta cinematografico di Spurlock c'è il forte legame che intercorre tra l'industria pubblicitaria e Hollywood, e la conseguente volontà dell'autore di rendere evidente tale realtà.
Attraverso interviste, incontri e testimonianze Spurlock costruisce in tempo reale un film su come ci si muove per produrre un film; ingaggi pubblicitari, proposte e budget.
Spurlock mette consapevolmente in discussione l'etichetta di anticonformista costruita con il successo di Super Size Me, cercando la collaborazione di alcuni colossi commerciali multimilionari, interessati ad apparire nel film a scopo pubblicitario.